# Сімейне дерево (фільм, 2009)
«Сімейне дерево» (фр. L'Arbre et la Forêt) — французький фільм-драма 2009 року, поставлений режисерами Олів'є Дюкастелем і Жаком Мартіно. Прем'єра стрічки відбулася 16 лютого 2010 року на 60-му Берлінському міжнародному кінофестивалі де він брав участь в секції Паномама.

## Сюжет
У жовтні 1999 року глава сімейства Фредерік Мюллер, лісник з Луаре, не був присутнім на похоронах свого старшого сина Шарля, чим викликав нерозуміння і гнів членів своєї сім'ї, особливо молодшого сина Гійома. Кілька тижнів потому Фредерік вирішив пояснити свої дії під час сімейної трапези. Шарль, його покійний син, знав, що його батько тримав у таємниці з часів Другої світової війни. У 1941 році Фредеріка було відправлено до концтабору Ширмек в Ельзасі через його гомосексуальну орієнтацію відповідно до Параграфа 175 Кримінального кодексу нацистської Німеччини. Опинившись на волі, Фредерік вирішив жити «як усі» і завести сім'ю. В майбутньому це означало для нього вести подвійне життя. Шарль, якому було це відомо, ставився до свого батька зневажливо, наказавши тримати все в секреті і заборонивши йому бути присутнім на своєму похороні. Маріанна, дружина Фредеріка, знала всю правду про сексуальні уподобання чоловіка. Спільними зусиллями вони створили власну модель сім'ї, засновану на дружбі, довірі і підтримці, проживши так більше тридцяти років.

## У ролях
| Гі Маршан        | ···· | Фредерік Мюллер  |
| Франсуаза Фабіан | ···· | Маріанна Мюллер  |
| Сабріна Сейвеку  | ···· | Дельфін Мюллер   |
| Яннік Реньє      | ···· | Ремі             |
| Франсуа Негре    | ···· | Гійом Мюллер     |
| Катрін Муше      | ···· | Франсуаза Мюллер |
| Сандрін Дюма     | ···· | Елізабет Мюллер  |
| П'єр-Лу Ражо     | ···· | Шарль Мюллер     |

## Визнання
| Нагороди та номінації фільму «Сімейне дерево» | Нагороди та номінації фільму «Сімейне дерево» | Нагороди та номінації фільму «Сімейне дерево» | Нагороди та номінації фільму «Сімейне дерево» | Нагороди та номінації фільму «Сімейне дерево» | Нагороди та номінації фільму «Сімейне дерево» |
| Рік                                           | Кінофестиваль/кінопремія                      | Категорія/нагорода                            | Номінант                                      | Результат                                     |                                               |
| --------------------------------------------- | --------------------------------------------- | --------------------------------------------- | --------------------------------------------- | --------------------------------------------- | --------------------------------------------- |
| 2009                                          | Приз Жана Віго                                | Найкращий повнометражний фільм                | Олів'є Дюкастель, Жак Мартіно                 | Перемога                                      |                                               |